# Tiamastus cavicola
Tiamastus cavicola är en loppart som först beskrevs av Weyenbergh 1881.  Tiamastus cavicola ingår i släktet Tiamastus och familjen Rhopalopsyllidae. Inga underarter finns listade i Catalogue of Life.